# Johann Ernst Stapf

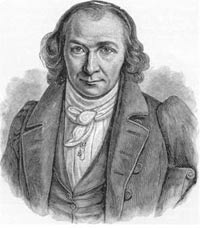
Porträt vor 1860

Johann Ernst Stapf (auch Ernst Stapf; Pseudonym Philalethes; * 9. September 1788 in Naumburg; † 10. Juli 1860 in Kösen bei Naumburg) war ein deutscher Arzt und Pionier der Homöopathie.

## Leben
Stapf besuchte ab 1800 die Landesschule Pforta, bevor er 1806 an die Universität Leipzig wechselte. Das Studium schloss er 1810 mit der Dissertation De antagonismo organico meletemata und der damit verbundenen Promotion zum Dr. med. ab. Kurzzeitig war er als Arzt in Zeitz tätig, bevor er sich 1811 als solcher in Naumburg niederließ. Nach Julius Pagel wandte er sich als einer der ersten promovierten Ärzte der von Samuel Hahnemann begründeten Homöopathie zu. Er trat mit Hahnemann in Kontakt und wurde 1812 Mitglied einer Gruppe, die homöopathische Arzneimittel prüfte, bevor er in den 1820er-Jahren auch mit der homöopathischen Behandlung von Menschen in Erscheinung trat.
Stapf behandelte 1830 den Herzog Bernhard II. von Sachsen-Meiningen. Nachdem seine Behandlung erfolgreich war, wurde ihm 1831 vom Herzog der Titel eines herzoglich sachsen-meiningischen Medizinalrats verliehen. Seine Wahl zum Präsidenten des „Homöopathischen Zentralvereins“ erfolgte 1832. Nach Martin Dinges, war er in dieser Zeit eine Schlüsselfigur der Homöopathie. 1834 begann er in Altenstein mit der Behandlung von Adelheid von Sachsen-Meiningen, die die Frau des Königs Wilhelm IV. von England war. Ihre Heilung konnte er 1835 bei einem Aufenthalt in England erreichen.´
Stapf wurde erst zum 11. Januar 1841 Bürger der Stadt Naumburg. Er war Träger des Ritterkreuzes des Herzoglich Sachsen-Ernestinischen Hausordens sowie Ehrenmitglied des Lausizisch-sächsischen Vereins homöopathischer Ärzte sowie der Societé de Medicine homöopatique de Paris.
Stapf war Mitgründer und von 1822 bis 1848 Herausgeber des Archivs für die homöopathische Heilkunst.

## Werke (Auswahl)
- De antagonismo organico meletemata, Leipzig 1810.
- Ueber die vorzueglichsten Fehler im Verhalten der Schwangern, Wöchnerinnen und Säugenden, Maurer, Berlin 1818.
- Anweisung zu einer naturgemäßen Lebensordnung sowohl für Kranke, die gesund werden, als für Gesunde, die gesund bleiben wollen: ein zweckmäßiger Auszug aus der Diätetik der berühmtesten Aerzte der Neuzeit, Prag 1824.
- (Hrsg.): Samuel Hahnemann: Kleine medicinische Schriften, 2 Bände, Arnold, Dresden 1829.
- Beiträge zur reinen Arzneimittellehre, Reclam, Leipzig 1836.